# Ірішоа
Ірішоа (гал. Irixoa, ісп. Irijoa) — муніципалітет в Іспанії, у складі автономної спільноти Галісія, у провінції Ла-Корунья. Населення — 1526 осіб (2009).
Муніципалітет розташований на відстані близько 483 км на північний захід від Мадрида, 27 км на схід від Ла-Коруньї.
Муніципалітет складається з таких паррокій: Амброа, Чуріо, Корушоу, Ірішоа, Мантарас, Веріс, А-Вінья.

## Демографія
Динаміка населення (INE ):

## Галерея зображень

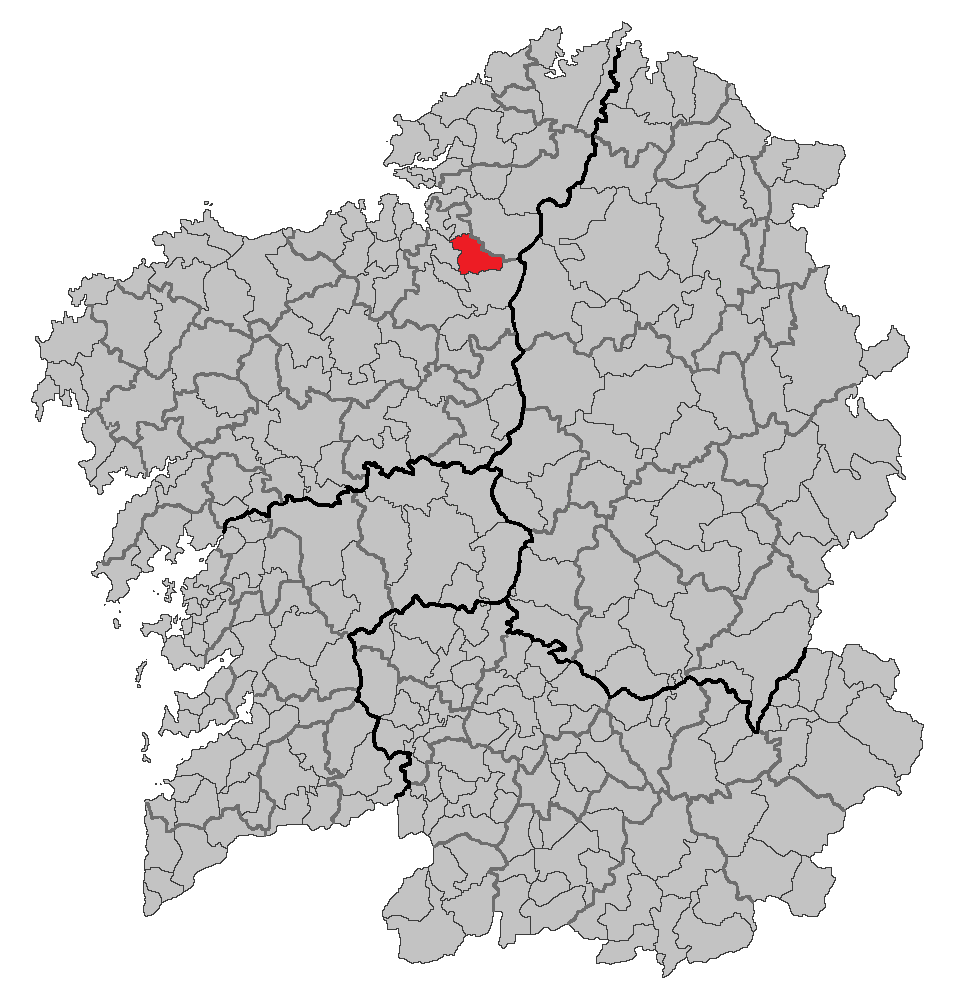
Розташування муніципалітету